# Calfucurá (Buenos Aires)
Calfucurá es un paraje rural del Partido de Mar Chiquita (cuya cabecera es Coronel Vidal), al sudeste de la provincia de Buenos Aires Argentina. Se llega entrando por el km 342 de la ruta provincial 2. 
Cuenta con el Colegio N.º 17, el Club Social y Deportivo Calfucura y el almacén de campo de la familia Guela. Entre las estancias más destacadas se encuentran Carralauquen y El Sol.

## Toponimia
Este paraje tiene como epónimo al jefe Williche/Pewenche Calfucurá, que significa: "Calfu": Azul; "Curá": Piedra. Y éste se llamaba Calfucurá porque en tiempos de su iniciación había encontrado una curiosa piedra de color azul que sirvió de talismán a su linaje.